# Romano Alquati
Romano Alquati (* 11. Februar 1935 in Clana, Istrien, heute zu Kroatien gehörig; † 3. April 2010 in Turin) war ein italienischer Marxist und Vertreter des Operaismus.
Die theoretische Auseinandersetzung mit dem Neomarxismus interessierte ihn nicht, er bemühte sich um eine empirische Basis politischer Arbeit in der Fabrik durch Arbeiteruntersuchungen. Seine Studien über die Arbeiterkämpfe bei Fiat und Olivetti erschienen 1961 bis 1963 in den ersten drei Bänden der Quaderni Rossi (Roten Heften) und anschließend in der Classe operaia.

## Werke
- Klassenanalyse als Klassenkampf: Arbeiteruntersuchungen bei FIAT und OLIVETTI; Herausgegeben und eingeleitet von Wolfgang Rieland, Athenäum Fischer Taschenbuch Verlag, Frankfurt a. M., 1974. Inhalt: Wolfgang Rieland: Die 'Erneuerung der Arbeiterbewegung' und die neuen Bewegungen der Arbeiter in Italien, S. 7–38 (über Raniero Panzieri: S. 23ff., über Romano Alquati: S. 27ff.). Romano Alquati: Der Klassenkampf bei FIAT, S. 39–60. Romano Alquati: Die ‚neuen Kräfte bei FIAT‘, S. 61–91. Romano Alquati: Organische Zusammensetzung des Kapitals und Arbeitskraft bei OLIVETTI, S. 92–193.